# بریجید بروفی
بریجید آنتونیا بروفی (۱۲ ژوئن ۱۹۲۹–۷ اوت ۱۹۹۵) داستان‌نویس بریتانیایی، منتقد و فعال اصلاحات اجتماعی از جمله حقوق نویسندگان و حقوق حیوانات بود. کتاب Ape Hackenfeller (1953)َ در میان رمان‌های او و کتاب‌های Motzart the Dramatist(1964، تجدید چاپ در ۱۹۹۰) و Prading Novelist: Defence of Fiction در میان مطالعات انتقادی‌اش شاخص بودند. In Praise of Ronald Firbank (1973) در فرهنگ لغت زندگی‌نامه ادبی :در کتاب نویسندگان بریتانیایی از سال ۱۹۶۰، SJ Newman او را «یکی از عجیب‌ترین، درخشان‌ترین و ماندگارترین چهره‌های شاخص دههٔ ۱۹۶۰» توصیف کرده‌است.
فمینیست و صلح‌طلب بود و در مورد ازدواج، جنگ ویتنام، آموزش مذهبی در مدارس، سکس و پورنوگرافی اظهار نظرهای جنجالی و پر بحثی داشت. کمپینی برای حقوق حیوانات و گیاهخواری به راه انداخت. به استناد مقاله ای که در روزنامهٔ ساندی‌تایمز در سال ۱۹۶۵ توسط بروفی منتشر شد اعتبار آغاز جنبش حقوق حیوانات در انگلستان را روانشناسی به نام ریچارد دی. رایدر به او داد.
بروفی در سال ۱۹۵۴ با پژوهش‌گر تاریخ هنر مایکل لوی ازدواج کرد. در سال ۱۹۸۳ به بیماری مولتیپل اسکلروز (ام اس) تشخیص داده شد.

## زندگی‌نامه
بریجید آنتونیا بروفی در ۱۲ ژوئن سال ۱۹۲۹ در ایلینگ در غرب لندن بدنیا آمد. او تنها فرزند رمان‌نویس جان بروفی و کَریس گروندی -معلم- بود. از کودکی شروع به نوشتن نمایشنامه کرد. اصالتاً اهل ایرلند بود اما در انگلیس بزرگ شده بود، در مقاله‌ی «آیا من یک زن ایرلندی هستم؟» از احساس خود نسبت به جداافتادگی از هویتش صحبت کرده: «من در کشور ایرلند احساس یک خارجی را دارم، اما در انگلیس هم همچنان حس می‌کنم بیگانه هستم. تقدیر من چنین است.»  پدر آسان‌گیرش، که با او احساس صمیمیت بیشتری می‌کرد، از یک کاتولیک مرتد به خداناباور تبدیل شد در حالی که مادر سختگیرش عضوی از یک فرقه آخرالزمانی به نام کلیسای حواری کاتولیک بود که باور داشتند بنا به کتاب مکاشفهٔ یوحنا، جهان در آینده‌ای نزدیک به پایان می‌رسد.  بروفی در تضاد با مادرش نوشت که او و پدرش «طبیعی، منطقی و خداناباورانی خوشحال هستند.»  دختر باهوش و فرهیخته‌ای که در کودکی آثار ویلیام شکسپیر، جان میلتون، جورج برنارد شاو، اورلین وو و رونالد فیربنک را می‌خواند. 
در طول جنگ جهانی دوم ، وی ۱۲ بار از مدرسه‌ای به مدرسهٔ دیگر منتقل شد زیرا والدینش دائماً در پی ثبت نام او در مدرسه ای بودند که از بمب‌ها و راکت‌های آلمانی که ممکن بود به زمین اصابت کند، دور باشد و همین موضوع ایجاد روابط دوستی پایدار را برای او سخت می‌کرد.  طولانی‌ترین دوره حضور او در دوران جنگ در مدرسه ابی، ریدینگ، بین ماه مه ۱۹۴۱ و ژوئیه ۱۹۴۳ بود. وی سپس به مدرسه دختران سنت پاول در لندن رفت. در سال ۱۹۴۷ با بورس تحصیلی به دانشگاه آکسفورد (کالج سنت هیو) رفت، اما در سال ۱۹۴۸ بدون مدرک، دانشگاه را ترک کرد. در آکسفورد، بروفی در یادگیری زبان لاتین و یونانی تخصص داشت و با اینکه استعداد درخشانش را به عنوان یک محصل بورسیه شده نشان داد اما پس از گذراندن تنها چهار ترم به دلیل «رفتار نامناسب» در دانشگاه، از آکسفورد اخراج شد.  برای بروفی ماهیت دقیق این «رفتار نامناسب» که منجر به اخراج وی شد، مبهم بود.  به نظر می‌رسد که اصل «رفتار نامناسبی» که باعث اخراج وی شد این بود که وی در کلیسای انگلستان دانشگاه، در حین مستی حضور پیدا کرده و با صدای بلند برای تمام حضار از فضیلت‌های لزبینیزم صحبت کرده بود.  در مصاحبه ای در سال ۱۹۷۵، بروفی از بحث دربارهٔ علت اخراجش خودداری کرد و گفت: «هرگز آن را شرح نخواهم داد، زیرا نمی‌خواهم تسکینی که از آن درد پیدا کرده‌ام را به خطر بیندازم .»  بعد از اخراج از آکسفورد، بروفی در لندن زندگی کرد و به‌طور پاره‌وقت به عنوان منشی مشغول به کار شد در همان حال به عنوان نویسنده، داستان‌های کوتاهی را برای مجلات مختلف ادبی می‌فرستاد. 